# Staatliche Berufsbildende Schule für Wirtschaft und Soziales Altenburg
Die Staatliche Berufsbildende Schule für Wirtschaft und Soziales Altenburg (kurz: WiSo) ist eine berufsbildende Schule in der ostthüringischen Skat- und Residenzstadt Altenburg und befindet sich in Trägerschaft des Landkreises Altenburger Land.

## Lage
Die Schule befindet sich in der Platanenstraße im Stadtteil Südost und besteht aus zwei Gebäuden sowie einer Turnhalle.

## Geschichte
Die Vereinigte Kaufmannschaft zu Altenburg beschloss im Jahre 1864 die Errichtung einer Handelsschule. Die erste Schule befand sich in der Johannisstraße 31 und wurde 1865 eröffnet. Die Räumlichkeiten wurden schnell zu klein, so dass 1866 eine neue Schule in der Zeitzer Straße errichtet wurde. Weniger als 40 Jahre später zog die Schule 1905 in die Dostojewskistraße 14, die damalige Wilhelmstraße, um. 1935 wurde das Gebäude aufgestockt. Die Einrichtung hieß von 1909 bis 1923 Kaufmännische Fachschule der Handelskammer. Sie wurde 1923 dem Land Thüringen unterstellt und damit verstaatlicht. Ab 1924 wurden auch Mädchen ausgebildet. Nach Kriegsende wurde die Schule vorübergehend geschlossen und im Januar 1946 als Kaufmännische Berufsschule Altenburg wiedereröffnet. 1949 erfolgte eine Umbenennung in Berufsschule für Wirtschaft und Verwaltung. Nach 1990 war das alte Schulgebäude zu klein, so dass mehrere Gebäude in Altenburg genutzt wurden. Darunter war eins in der Münsaer Straße, zwei in der Darwinstraße und das Ernestinum bei der Brüderkirche. Im Jahr 1997 wurde die Fachschule für Sozialpädagogik Altenburg geschlossen und der Kaufmännischen Berufsschule angegliedert. Seitdem trägt die Einrichtung den Namen Staatliche Berufsbildende Schule für Wirtschaft und Soziales Altenburg. Seit 2004 wird das ehemalige Platanengymnasium in der Platanenstraße 3 als Schulgebäude genutzt, damit wurden die Standorte in der Münsaer und Dostojewskistraße geschlossen. Die endgültige Zusammenlegung der Schule an einen Standort erfolgte 2007, als die Hauswirtschaftsausbildung aus dem ehemaligen Technikum in der Darwinstraße in die Platanenstraße umzog.

### Schulleiter
- 1886–1908 Herr Schmiedeknecht
- 1909–1923 Walter Konther
- 1924–1945 Herr Halbig
- 1946–1975 Herr Seidel
- 1975–1991 Herr Planerer
- 1991–2012 Ursula Lehmann
- 2012–2019 Herbert Fechner
- 2019–2021 Christine Nehrig (kommissarisch)
- seit 2021 Sabine Härtel

## Ausbildungen
- Berufsschule
  - Verkäufer/in
  - Kaufmann/-frau im Einzelhandel
  - Kaufmann/-frau für Groß- u. Außenhandel
  - Kaufmann/-frau für Büromanagement
  - Kaufmann/-frau für Spedition u. Logistikdienstleistungen
  - Fachkraft für Lagerlogistik
  - Fachlagerist/in
  - Lagerfachhelfer/in (§ 66 BBIG/§ 42m HwO)
  - Fachpraktiker für Lagerlogistik (§ 66 BBIG)
  - Fachpraktiker im Verkauf/Verkaufskraft (§ 66 BBIG/§ 42m HwO)

- Berufsfachschule
  - Berufsfachschule 1/2, nbq. (Realschulabschluss mit beruflicher Orientierung)
  - Berufsfachschule 2, bq. (Kinderpfleger/in)

- Höhere Berufsfachschule
  - Staatlich geprüfte/r Sozialassistent/in

- Fachschule
  - Staatlich anerkannte/r Erzieher/in
  - Staatlich geprüfte/r Betriebswirt/in
  - Staatlich anerkannte/r Heilerziehungspfleger/in

- Fachoberschule
  - Wirtschaft und Verwaltung